# Cheiracanthium daofeng
Cheiracanthium daofeng es una especie de araña araneomorfa del género Cheiracanthium, familia Cheiracanthiidae. Fue descrita científicamente por Yu & Li en 2020.
Habita en China.